# Hans von Könneritz

Hans von Könneritz, 1910

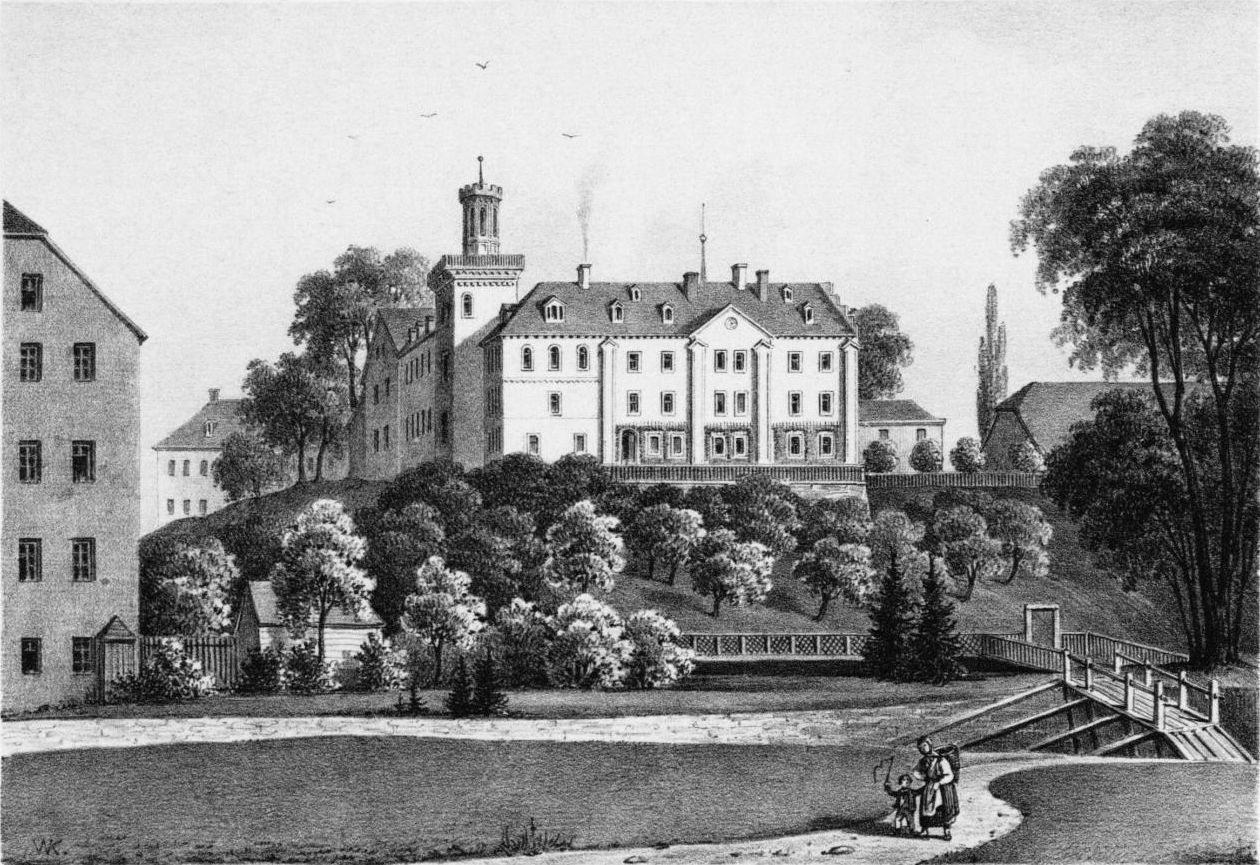
Das Rittergut Erdmannsdorf Mitt d. 19. Jh.

Hans Heinrich Freiherr von Könneritz (* 24. Juli 1864 in Laubegast; † 21. September 1924 in Erdmannsdorf) war ein deutscher Rittergutsbesitzer und Politiker.

## Leben und Wirken
Der älteste Sohn des sächsischen Finanzministers Léonce von Könneritz (1835–1890) und dessen Ehefrau Marie Violande Auguste Erdmuthe geb. Gräfin von Beust (1845–1926) übernahm nach dem Tod seines Vaters dessen Rittergut in Erdmannsdorf. Während seiner Patronatszeit wurde 1892/93 die Trinitatiskirche in Erdmannsdorf neu erbaut.
Von 1899 bis zur Abschaffung der Monarchie im Königreich Sachsen im Rahmen der Novemberrevolution 1918 gehörte er als gewählter Rittergutsbesitzer des Erzgebirgischen Kreises der I. Kammer des Sächsischen Landtags an. Er war sächsischer Kammerherr und im Vorstand des Bezirks-Armen-Arbeitshauses tätig. Nach seinem Tod übernahm 1924 sein Bruder Ferdinand Richard von Könneritz (1867–1943), verheiratet mit der Generalstochter Ilse Freiin von Uslar-Gleichen (1880–1967), den Besitz. Das in der Amtshauptmannschaft Flöha gelegene, damals 334 ha große und bald verpachtete Rittergut, geriet aber u. a. wegen der Erbauseinandersetzung und den hohen Erbschaftssteuern derart in finanzielle Schwierigkeiten, dass das Schloss im Dezember 1932 und der dazugehörige Landwirtschaftsbetrieb 1936 versteigert werden musste.